# Weikel- oder Vequelhaus

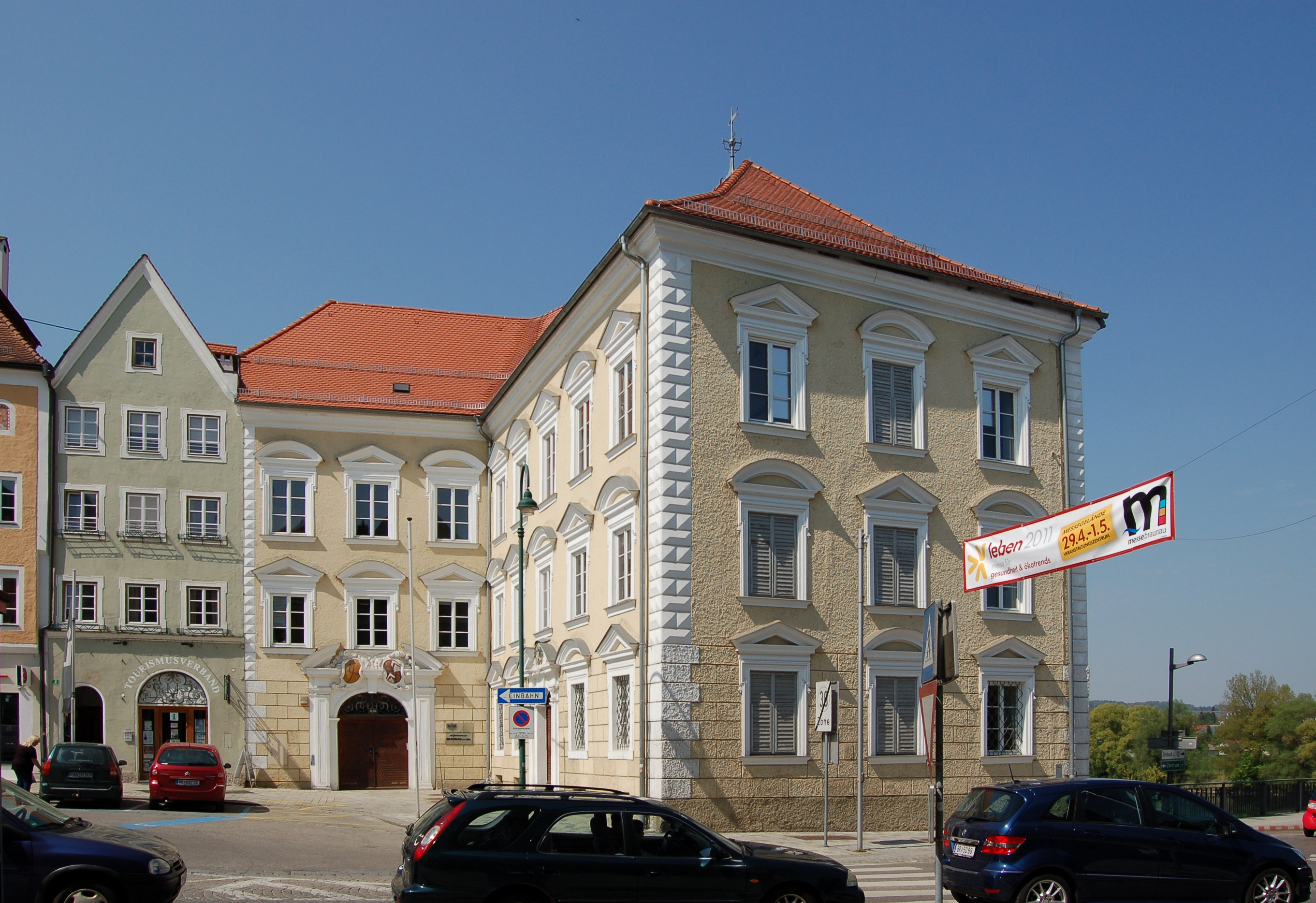
Bezirksgericht Braunau – Weikel- oder Vequelhaus, Stadtplatz 1

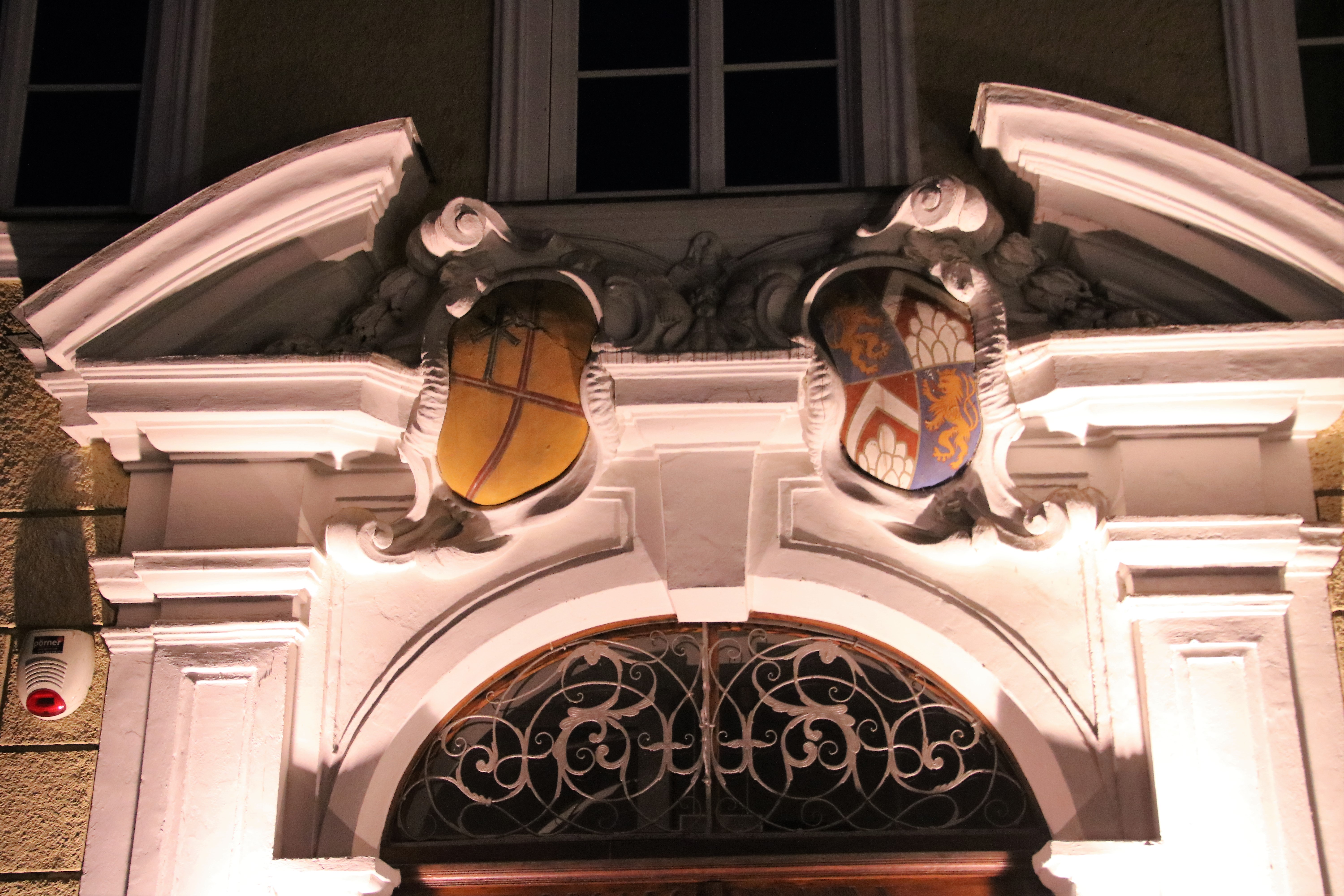
Wappen der Familien Lindenberg (l.) und Vequel (r.)

Das Weikel- oder Vequelhaus steht am Stadtplatz 1 in der Stadtgemeinde Braunau am Inn in Oberösterreich. Es beherbergt das Bezirksgericht Braunau am Inn. Das Gebäude steht unter Denkmalschutz.

## Geschichte
Das Haus, das sich seit dem 12. Jahrhundert nachweisen lässt,  wurde 1508 von den Herren Baumgartner von Ering und Frauenstein erworben. Im Gebäude war der Schlüssel für das damalige Inntor, das sich zwischen Weikelhaus und Finanzamt befand, aufbewahrt. Dafür war das Haus von allen Steuern befreit, woher auch der Name Paumgartensches Freihaus stammt. Das Haus wurde später vom kaiserlichen Rat Jonas von Lindenberg angekauft und im Renaissancestil renoviert. Seine Tochter heiratete den bayerischen Adeligen Lothar Weikel zu Hackelstein. Als Napoleon in Braunau einzog, sympathisierte Weikel sehr mit diesem und nannte sich „Vequel“. Daher stammen die Namen Weikel- und Vequelhaus. Ein Nachkomme von Karl Lothar Weikel, Theodor Baron Vequel, verkaufte 1818 das Haus dem k. u. k. Ärar.
Das Haus Stadtplatz 1 schmücken die Wappen der Familie Weikel über dem ersten und der österreichische Doppeladler über dem zweiten Rundbogentor. In verschiedenen Innenräumen befinden sich barocke Stuckdecken.